# Simon Marquart
Simon Marquart (* 1. November 1996 in Zürich) ist ein Schweizer Radrennfahrer, der im BMX-Racing aktiv ist. Er wurde als erster Schweizer Gesamtweltcupsieger sowie Weltmeister und ist Mitglied von Powerbike Winterthur.

## Sportlicher Werdegang
Als Junior startete der aus Mönchaltorf zunächst für den BMX Club Volketswil, mit dem er bei den Junioren bereits Erfolge feierte.
2014 zog er in den Winterthurer Stadtkreis Töss, und startete ab dann für Powerbike Winterthur. Zusammen mit seinem Wechsel nach Winterthur startete Marquart ab der Saison 2014 in der Elite und war international im BMX-Rennsport unterwegs. Bis zur Saison 2020 konnte er bei Meisterschaften und im UCI-BMX-Supercross-Weltcup keine zählbaren Erfolge für sich verzeichnen. 2020 wurde er erstmals Schweizer Meister, den Titel verteidigte er 2021 erfolgreich. Zuvor konnte er 2015, 2016 und 2018 lediglich Podestplätze erringen, wobei unter anderem sein Vereinskollege und Olympiateilnehmer David Graf jeweils vor ihm lag.
Seinen internationalen Durchbruch schaffte Marquart in der Saison 2021: Nachdem es in den Vorjahren nie für einen Finaleinzug gereicht hatte, gewann er drei Weltcup-Rennen und sicherte sich durch den Sieg im letzten Saisonrennen auch – als erster Schweizer überhaupt – den Gewinn der Weltcup-Gesamtwertung. Bei den Olympischen Sommerspielen in Tokio kam er nicht über die Qualifikationsrunde hinaus und belegte Platz 19. Im Mai 2022 wurde er für seine Leistungen der Vorsaison zum Winterthurer Sportler des Jahres gewählt. In der Saison 2022 gewann er bei den UCI-BMX-Race-Weltmeisterschaften in Nantes die Goldmedaille im BMX-Racing, auch wieder als erster Schweizer in der Geschichte der Weltmeisterschaften.

## Erfolge
2020
- Schweizer Meister

2021
- Schweizer Meister
- drei Weltcup-Erfolge UCI-BMX-Supercross-Weltcup
- Gesamtwertung UCI-BMX-Supercross-Weltcup

2022
- Weltmeister